# Fernando del Valle
Brian Skinner conocido como Fernando del Valle (Luisiana, 28 de febrero de 1964) es un tenor de ópera estadounidense.

## Antecedentes
Tomó el nombre del Valle en honor a su abuelo, Fernando Meléndez del Valle, quien también fue un tenor. Es también el tataranieto de Andrés del Valle, Presidente de El Salvador  en 1876 y descendiente directo del Coronel José María San Martín, presidente de El Salvador (1854-56) y fundador de Santa Tecla, El Salvador. Es el sobrino del arquitecto fallecido Manuel Roberto Meléndez Bischitz.

## Biografía
Nació en Nueva Orleans, Louisiana, Estados Unidos. Se graduó por la Universidad Tulane y la Universidad Metodista del Sur, Dallas, Texas, donde ganó una beca por la Ópera de Dallas. Es alumno honorífico de Programa Operístico Merola de la Ópera de San Francisco, donde estudió en 1992 y 1993. Más tarde ganó el concurso “Bel Canto” de Chicago y después se recolocó en Italia donde estudió bajo la batuta de Carlo Bergonzi y más tarde, Thomas Hayward.

### Primeros años
Del Valle hizo su debut operístico a la edad de 17 (1981), como el Primer Pastor en el Venus y Adonis de Blow, en la Universidad de Loyola. Al año siguiente, fue tenor solista en la Pasión Según San Mateo de Bach, con la Orquesta Filo-Sinfónica de Nueva Orleans. En 1986, hizo su debut en Londres en el Oratorio de Navidad del mismo compositor, en el Jordan Hall, como ganador de la Competición para Jóvenes Artistas de la Boston Premiere Esemble. La primavera siguiente cantó en el Alice Tully Hall, como tenor, con un repertorio que incluía La Missa Solemnis de Bach y los Réquiems de Verdi, Britten y Lloyd Webber. El debut del tenor en el Carnegie Hall tuvo lugar en 1993, con la Gran Misa en C menor de Mozart. Cantó los solos para tenor del Mesías de Handel para la Orquesta Sinfónica de Dallas en el Centro Sinfónico Morton H. Meyerson en 1994. 
Su debut europeo fue en 1995, cantando la sinfonía N.º 9 de Beethoven con la Orquesta Sinfónica Giuseppe Verdi de Milán.
El debut operístico de Del Valle tuvo lugar en el papel de “don José” en la producción de Hugo de Ana Carmen (ópera) en el Teatro Comunale de Treviso bajo la dirección de Regina Resnik, dirigida por Peter Maag. En 1996, apareció como Rodolfo en La Bohème, en el Teatro dell’Opera di Roma, bajo la dirección de Vladímir Yúrovski.

### 1997-presente
En 1997, del Valle apareció como “don José” en el Gran Teatro La Fenice de Venecia, “Pikerton” en Madama Butterfly con la Palm Beach Opera, bajo la dirección de Anton Guadagno; y “Fausto” en colmar, Francia. Su debut alemán fue en 1998 como “Rodolfo” con la Ópera de Frankfurt, y también apareció en el Festival de Wexford en Irlanda como Paolo en la ópera Fosca de Antônio Carlos Gomes.
Seguidamente vinieron una serie de importantes compromisos, y desde 1999, Del Valle ha actuado alrededor del mundo, incluyendo actuaciones en Fráncfort del Meno, Maastricht, Dusseldorf, Berlín, Bremen, Bergen, Costa Rica, Múnich, Helsinki, Belo Horizonte en Brasil, Bari, Baveno, Mannheim, Karlsruhe, Kassel, Hamburgo y Wiesbaden. Durante algunos años, del Valle ha sido el tenor principal del Staatstheater de Darmstadt, siguiendo actuaciones en Israel, Corea, Catania, Sídney, Lisboa y Praga. En 2003, fue retratado por Ricarda Jacobi, protegida de Oskar Kokoschka. Durante el 150 aniversario de Santa Tecla (1854-2004), El Salvador, del Valle fue invitado por el antiguo embajador Ernesto Rivas-Gallont para presentar dos conciertos. El tenor pidió que la primera acuación fuera el 23 de septiembre, día de Santa Tecla, patrona de la ciudad.

## Repertorio
- Don José - Carmen
- Nadir - Les Pecheurs de Perles
- Fausto - Fausto
- Rodolfo - La Bohème
- Alfredo - La Traviata
- Macduff - Macbeth
- Foresto - Attila
- Ismaele - Nabucco
- Gabriele Adorno - Simon Boccanegra
- Andrea Chenier - Andrea Chenier
- Faust - Mefistofele
- Turridu - Cavalleria Rusticana
- Canio - I Pagliacci
- Hoffman - Los cuentos de Hoffman
- Edgardo - Lucia di Lammermoor
- Nemorino - L'elisir d'amore
- Pinkerton - Madame Butterfly
- Duque de Mantua - Rigoletto
- Salvator Rosa - Salvator Rosa
- Paolo - Fosca
- Mario Cavaradossi - Tosca
- Des Grieux - Manon Lescaut
- Roberto - Le Villi
- Dick Johnson - La fanciulla del West
- Werther - Werther
- Des Grieux - Manon
- Enzo Grimaldo - La Gioconda
- Walter von der Vogelweide - Tannhauser
- Narraboth- Salomé